# Cheetah Girls – Wir werden Popstars
Cheetah Girls – Wir werden Popstars! oder Die Cheetah Girls und der Song-Contest (Originaltitel: The Cheetah Girls) ist ein Disney Channel Original Movie TV-Film aus dem Jahr 2003 von Oz Scott nach einem Drehbuch von Alison Taylor. In den Hauptrollen wirken Raven-Symoné Pearman (Die Bill Cosby Show) und die Sängerinnen der R&B-Gruppe, Kiely Williams, Adrienne Bailon und Sabrina Bryan (Reich und Schön). Der Film hatte am 15. August 2003 Premiere in den USA und wurde von Whitney Houston produziert. Im Jahr 2006 und 2008 wurden die Fortsetzungen Cheetah Girls – Auf nach Spanien und Cheetah Girls: One World produziert.

## Handlung
In New York leben vier völlig unterschiedliche Mädchen: Galleria, Chanel, Dorinda und Aquanette. Sie wollen Popstars werden, weshalb die vier Freundinnen die „Cheetah Girls“ gründen und an einem Talentwettbewerb ihrer Schule teilnehmen. Jackal Johnson, ein Musikproduzent, wird auf die Cheetah Girls aufmerksam und bietet ihnen einen Plattenvertrag an, weshalb Galleria den Talentwettbewerb sausen lassen will. Aber die Girls sollen Masken tragen und Playback singen, womit Galleria auch nicht zufrieden ist. Da alle behaupten, dass sie nicht die Entscheidungen von allen bestimmen kann, kommt es zum Streit und die Cheetah Girls trennen sich. Dorinda, die schon vorher einen Vertrag zum Tanzwettbewerb hatte, nimmt ihn an, Chanel, Aquanette und Galleria bleiben in New York. Als Galleria mit ihrem Hund Toto Gassi geht, reißt sich Toto von der Leine los und rennt fort. Galleria versucht, ihm hinterherzurennen, aber da ist Toto schon in einen Schacht gefallen. Viele Menschen stehen vor dem Schacht und hoffen für Toto. Dieser Unfall wird im Fernsehen gezeigt. Dorinda, Chanel und Aqua sehen es und kommen auch zum Unfallort. So treffen sich die Cheetah Girls wieder. Gemeinsam singen sie eines ihrer Lieder (Together we can). Toto reagiert auf den Gesang der Mädchen, erwacht aus dem Koma und kommt aus dem Schacht. Nachdem Galleria den neuen Song der Cheetahs (Cheetah sisters) anstimmt, steigen die anderen drei mit ein. Somit gewinnen sie den Songcontest ihrer Schule und vertragen sich wieder.

## Synchronisation

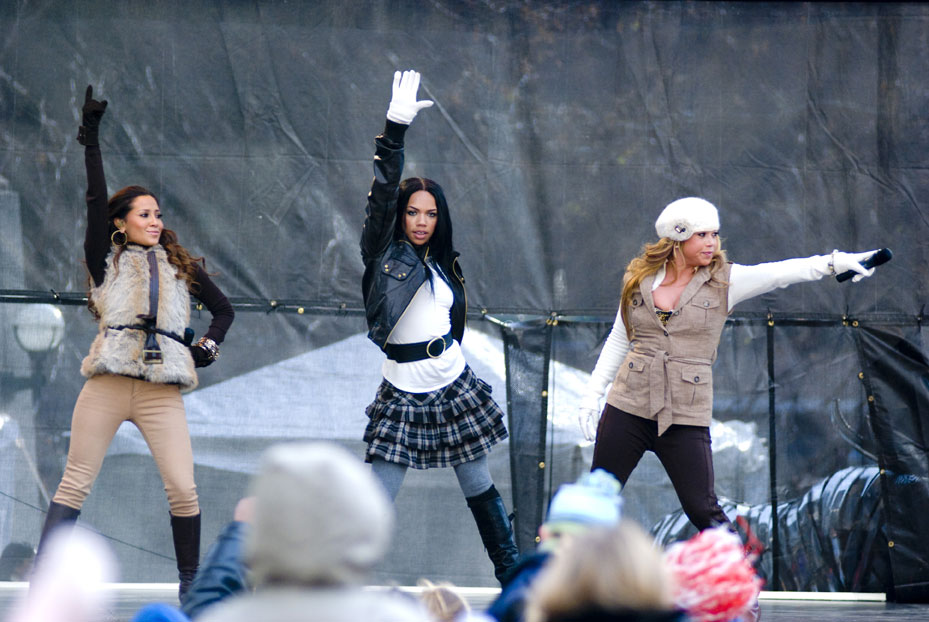
The-Cheetah-Girls (2009)

- Galleria: Sonja Spuhl
- Chanel: Maria Koschny
- Dorinda: Catrin Dams
- Aqua: Yara Blümel-Meyers
- Dorothea: Peggy Sander

## Ehrungen
Black Reel Awards 2004
nominiert:
- Fernsehen – Beste Schauspielerin: Raven-Symoné Pearman
- Fernsehen – Beste Nebendarstellerin: Lynn Whitfield

Directors Guild of America Awards 2004
nominiert:
- Herausragende Regiearbeit in einem Kinderfilm: Oz Scott

Image Awards 2004
nominiert:
- Herausragende Leistung in einem Kinderfilm: Lynn Whitfield

## Soundtrack
Diese Liste beinhaltet die Songs, die auf der CD vorhanden sind.
1. „Cheetah Sisters“ – Cheetah Girls
2. „Cinderella“ – Cheetah Girls
3. „Girl Power“ – Cheetah Girls
4. „Together We Can“ – Cheetah Girls
5. „C’mon“ – Sonic Chaos
6. „Girlfriend“ – Char
7. „Breakthrough“ – Hope7
8. „End of the Line“ – Christy Mac
9. „Cinderella (Remix)“ – Cheetah Girls
10. „Girl Power (Remix)“ – Cheetah Girls